# Ascorhynchus corderoi
Ascorhynchus corderoi là một loài nhện biển trong họ Ascorhynchidae. Loài này thuộc chi Ascorhynchus. Ascorhynchus corderoi được miêu tả khoa học năm 1952 bởi du Bois-Reymond Marcus.